# Бивер-Крик (приток Юкона)
Бивер-Крик (англ. Beaver Creek) — левый приток реки Юкон на Аляске (США), протяжённостью 290 км.
Река берёт начало в месте слияния рек Чемпион и Бэр в национальной зоне отдыха Уайт-Маунтинс, что примерно в 80 км к северу от Фэрбенкса. Далее река течёт на запад по южной границе Уайт-Маунтинс, затем на северо-восток в национальный резерват дикой природы Юкон-Флэтс, а оттуда далее на запад до места впадения в Юкон к югу от города Бивер.
В 1980 году часть реки Бивер-Крик вошла в состав «Национальной системы диких и живописных рек» (англ. National Wild and Scenic Rivers System). Большая часть Бивер-Крик расположена в зоне отдыха, однако последние 26 км относятся к Юкон-Флэтс.

## Описание
Бивер-Крик течёт через густой еловый и берёзовый лес и тундру на высоких склонах Уайт-Маунтинс, где известняковые пики достигают высоты 968 метров

## Отдых
Самый распространённый способ посетить нижний Бивер-Крик — плыть вверх по течению, хотя возможна также посадка маленького самолёта. На верхний Бивер-Крик можно попасть через Ном-Крик, впадающий в реку. До Ном-Крик можно добраться по шоссе. Если позволяет уровень воды, то до Бивер-Крик можно добраться на лодках вверх по течению от реки Юкон.
По международной шкале речной трудности реке был присвоен I класс, однако упавшие деревья, пни и брёвна представляют опасность для лодочников.
Бивер-крик популярен среди рыбаков и считается отличным местом для ловли щуки и сибирского хариуса. Крупные щуки часто обитают в низовьях реки, а также в различных болотах, прудах и старицах. Хариус обитает у истока реки.